# Třída Excelsior
Třída Excelsior je ve sci-fi a fiktivních, seriálech, filmech, knihách, komiksech  Star Treku třídou hvězdných lodí, které byly ve 23. st. a 24. st. využívány Hvězdnou flotilou Spojené Federace Planet. Přijatá do služby kolem roku 2287, a kolem roku 2346 výroba ukončena. Jedná se o průzkumný a těžký křižník. Nejznámější a nejslavnější lodí této třídy je Enterprise NCC-1701-B, pod velením Johna Harrimana, která nahradila zničenou Enterprise NCC-1701-A. Enterprise NCC-1701-B, je známa z filmu Star Trek: Generace.

## Popis a specifikace
Původní projekt měl být vybaven pokročilou formou warpu nazvanou transwarp, jednalo se o vylepšený a zdokonalený warp ze seriálu Star Trek: Nová Generace. Ten se začal od 24. století používat.
Projekt se však nezdařil, a třída Excelsior byla vybavena tradičním warp pohonem. 
Loď poskytovala posádce nejlepší komfort, jaký kdy loď Hvězdné flotily disponovala, proto se jí začalo přezdívat létající hotel. Nejmodernější senzorová a průzkumná sada a vybavení mnohonásobně překonávala refit třídy Constitution, rovněž měla nadstandardní diplomatické vybavení, které v mnoha ohledech překonávalo i vybavení orbitálních stanic té doby. To platilo až do roku 2330, kdy vstoupily do výroby a poté služby lodě třídy Ambasador, které zcela překonali a nahradili třídu Excelsior. Poslední loď postavená této třídy byla USS Dallas (NCC-2019).
- Délka / Šířka / Výška / Hmotnost: 511,25 m / 195,64 m / 86,76 m / 2 350 000 tun
- Počet palub / Počet členů posádka, evakuační kapacita: 34 / 750 – 9 800
- Maximální cestovní rychlost / Maximální bezpečná rychlost:
  - TOS rovnice:  10,2 / 11 (podobu 2 hodin)
  - TNG rovnice: 8,2 / 8,6 (po dobu 5 hodin)
- Výzbroj / Obrana: 12 phaserových bank třídy VIII, celkový výkon 18 300 TW a 4 fotonové torpédomety druhé třídy + 160 torpéd / standardní duraniový dvojitý trup a standardní systém štítu o výkonu 1 250 000 TJ

## Známé lodi této třídy
- Cairo NCC-42136
- Excelsior NCC-2000
- Fearless NCC-14598
- Fredrickson NCC-42111
- Gorkon NCC-40512
- Grissom NCC-42857
- Charleston NCC-42285
- Intrepid NCC-38907
- Malinche
- Melbourne NCC-62043
- Potemkin NCC-18253
- Repulse NCC-2544
- Valley Forge NCC-43305

## Podtyp USS Enterprise-B

### Popis a specifikace
Po třech letech od spuštění této třídy do výroby se rozhodla Hvězdná Flotila několik již postaveních plavidel třídy Excelsior vylepšit, a implantovat do nich nové a pokročilé warp jádro a další technologie. Nové senzory mohly odhalit maskované Klingonské a i detekovat Romulnské lodě. Rovněž mohla včas detekovat zamaskovanou loď, která se připravovala k útoku. I když se Klingonům podařilo odstranit možnost detekce pomocí plazmového deflektoru, nový zaměřovací systém subtyp-B byl tak nebezpečný, že Klingoni ustoupili od útoku při maskování a nadále ho využívali jen pro přiblížení či výsadkových operacích. Od roku 2371 touto úpravou procházejí všechny aktivní lodě.
- Délka / Šířka / Výška / Hmotnost: 511, 25 m / 195,64 m / 86,76 m / 2 350 000 tun
- Počet palub / Počet členů posádka, evakuační kapacita: 34 / 750 – 9 800
- Maximální cestovní rychlost / Maximální bezpečná rychlost:
- TOS rovnice:  11 / 11,5 (podobu 10 hodin)
- TNG rovnice: 8,6 / 9 (po dobu 12 hodin)
- Výzbroj / Obrana: 12 phaserových bank třídy VIII s celkovým výkonem 24 000 TW, 3 phaserové emitory třídy VII s celkovým výkonem 3 000 TW a 6 fotonových torpédometu druhé třídy + 180 torpéd / standardní duraniový dvojitý trup a standardní systém štítu o výkonu 1 820 000 TJ

### Známé lodi této třídy
- Al-Batani
- Berlin NCC-14232
- Crazy Horse NCC-50446
- Enterprise NCC-1701-B
- Hood NCC-42296

## Podtyp Lakota

### Popis a specifikace
Experimentální a tajný projekt Flotily, jejímž základem je třída Excelsior, avšak podle některých se jedná spíše o novou třídu lodí. Její vzmik byl reakcí na špatně se vyvíjející válku s Dominionem.
Loď byla vybavena nejmodernějšími zbraňovými systémy, jež zahrnoval celkovou změnu vnitřního uspořádání. Co bylo na této třídě nejextrémnější, bylo implantování 10 pulzních fotonových torpédometu a 4 rychlopalné kvantových věží, takže kvůli rychlosti palby musela být na lodi obrovská zásoba fotonových torpéd (1 880 a 500), což si vyžádalo odstranění diplomatického vybavení a zredukování vědeckých laboratoří na jednu jedinou. Počet palub byl též zredukován na 20. Komfort byl taktéž omezen, zároveň byly kajuty velice podobné těm na lodích třídy Defiant. Nejznámější lodí této třídy je USS Lakota, která byla vypuštěna v roce 2373, avšak v roce 2372 musela předčasně opustit dok, aby ze stanice Deep Space Nine vyzvedla kapitána Siska a konstábla Oda a přepravila je na Zem. Poté se střetla USS Defiantem, kde se ukázalo, že moderním lodím patří budoucnost (viz epizoda DS9 Homefront a epizoda DS9 Paradise Lost), avšak ani to neodradilo Flotila, takže do konce roku 2373 objednala další lodě.
Po skončení válek byla výroba těchto lodí ukončena a zbytek byl umístěn podél hranic s Cardassiany a Romulany.
- Délka / Šířka / Výška / Hmotnost: 511,25 m / 195,64 m / 86,76 m / 2 350 000 tun
- Počet palub / Počet členů posádka, evakuační kapacita: 20 / 700 – 9 000
- Maximální cestovní rychlost / Maximální bezpečná rychlost:
- TNG rovnice: 9 / 9,2 (po dobu 10 hodin)
- Výzbroj / Obrana: 12 phaserových bank třídy X s celkovým výkonem 36 000 TW, 12 phaserových emitoru třídy IX s celkovmý výkonem 21 840 TW, 6 phaserových baterií třídy XII – 30 000 TW a 10 pulzních fotonových torpédometu první třídy + 1 880 fotonových torpéd, 4 rychlopalné kvantové věže první třídy + 500 kvantových torpéd / standardní duraniový-tritaniový dvojitý trup + 2,1 cm pancíře o vysoké hustotě a vysokokapacitný systém štítu o výkonu 2 120 000 TJ

### Známé lodi této třídy
- USS Lakota NCC-42768